# پری مک‌گیلیوری

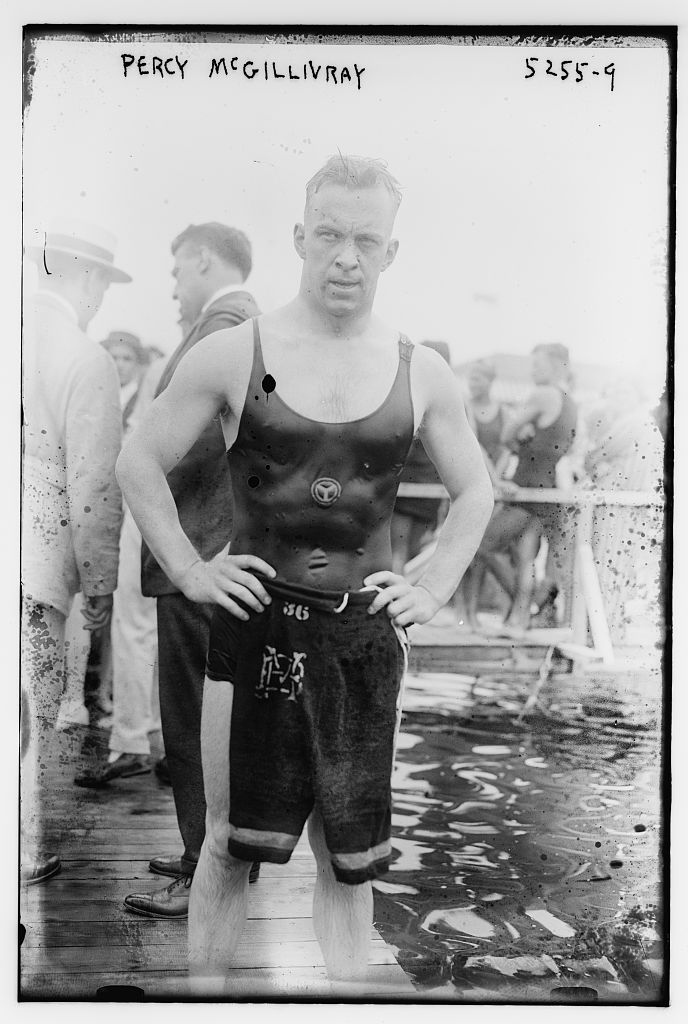
پری مک‌گیلیوری در سال ۱۹۲۰

پری مک‌گیلیوری (به انگلیسی: Perry McGillivray) (زادهٔ ۵ اوت ۱۸۹۳) شناگر اهل ایالات متحده آمریکا است.